# Xanthorhoe praxilla
Xanthorhoe praxilla là một loài bướm đêm trong họ Geometridae.